# Kashimashi ~Girl Meets Girl~
 (janvier 2017).
Si vous disposez d'ouvrages ou d'articles de référence ou si vous connaissez des sites web de qualité traitant du thème abordé ici, merci de compléter l'article en donnant les références utiles à sa vérifiabilité et en les liant à la section « Notes et références ».
Kashimashi ~girl meets girl~ (かしまし～ガール・ミーツ・ガール～, kashimashi ~gāru.mītsu.gāru~) est un manga japonais adapté en anime courant 2006. Cette histoire est à tendance shōjo-ai. Si le début de l'histoire est quelque peu loufoque, la suite est plus ou moins un triangle fille-fille-fille « classique ».

## Synopsis
Hazumu est un jeune adolescent amoureux. L'élue de son cœur est Yasuna, avec qui il s'est récemment lié d'amitié. Hélas, il se fait rejeter. Effondré, il décide de s'éclipser vers une montagne pour oublier, lorsqu'un vaisseau extra-extraterrestre en perdition le percute et le tue. Pour s'excuser, les extra-terrestres le recréent avec tous ses souvenirs, mais le changent, a priori sans raison, en fille et l'annoncent à la face du monde. Il doit alors se faire à sa nouvelle vie et se réapproprier ses amis et amours, qui voient leur perception plus ou moins changée par cette modification. De plus, il doit subir la surveillance des deux extra-terrestres, qui y voient une bonne occasion de comprendre l'humanité.

## Personnages
Hazumu Osaragi (大佛 はずむ, Osaragi Hazumu)
Voix japonaise : Kana Ueda (植田 佳奈, Ueda Kana)
Jeune homme d'allure un peu efféminée et plutôt faible, amoureux de Yasuna, il se retrouve du jour au lendemain dans le corps d'une fille, au vu et au su du monde entier. Il doit de plus s'adapter au changement de comportement de sa famille et de ses amis. Il est responsable du jardinage dans l'école, appréciant beaucoup la nature.
Yasuna Kami-izumi (神泉 やす菜, Kami-izumi Yasuna)
Voix japonaise : Yui Horie (堀江 由衣, Horie Yui)
Jeune fille, elle ne semble s'intéresser qu'aux filles. Son seul ami garçon était Hazumu, dont elle a repoussé les avances juste avant sa transformation.
Tomari Kurusu (来栖 とまり, Kurusu Tomari)
Voix japonaise : Yukari Tamura (田村 ゆかり, Tamura Yukari)
Amie de longue date de Hazumu, elle le défend depuis qu'elle est petite. Elle semble avoir de l'affection pour lui et ne supporte pas ce qu'a fait Yasuna. Elle est très active et très sportive.
Ayuki Mari (摩利 あゆき, Mari Ayuki)
Voix japonaise : Masumi Asano (浅野 真澄, Asano Masumi)
Amie taciturne de Tomari, elle tend à observer passivement les évènements les plus extraordinaires comme les ennuis de ses amis.
Asuta Soro (曽呂 明日太, Soro Asuta)
Bon ami de Hazumu lorsqu'il était un garçon, il semble attiré par Hazumu-fille. Saura-t-il résister à l'attirance par amitié ?
Jan Pū (ジャン・プウ)
Voix japonaise : Ryoko Shintani (新谷 良子, Shintani Ryoko)
Extra-terrestre d'apparence femelle, elle se déplace toujours en flottant et adore se jeter sur Hazumu. C'est un terminal organique du vaisseau, auquel elle doit son nom, et conçu à l'image de Hazumu. Elle n'est visible que par Hazumu et Hitoshi.
Hitoshi Sora (宇宙 仁, Sora Hitoshi)
Voix japonaise : Keiji Fujiwara (藤原 啓治, Fujiwara Keiji)
Extra-terrestre pilote du vaisseau spatial, il se place dans le rôle d'un professeur pour surveiller Hazumu et comprendre les humains. Son nom en Kanji vient de « Extra-terrestre » (Uchu-jin).
Namiko Tsuki  (月 並子, Tsuki Namiko)
Voix japonaise : Yuko Mizutani (水谷 優子, Mizutani Yuko)
35 ans, célibataire depuis toujours, entièrement dévouée, dit-elle, à l'enseignement, elle a un faible pour Hitoshi et tente de protéger Hazumu et ses élèves en général, sans grand résultat.
Hazumu, Yasuna, Tomari, Ayuki et Asuta ont tous 17 ans.

## Manga
- Scénariste : Satoru Akahori
- Mangaka : Yukimaru Katsura (桂 遊生丸, Katsura Yukimaru?)
- Character designer : Sukune Inugami
- Éditeur : Media Works
- Éditeur français : Éditions Ki-oon
- Nombre de volumes disponibles au Japon : 5
- Date de première parution au Japon : 27 janvier 2005
- Sortie en France : 22 mars 2007 (Volume 1)

### Liste des volumes
| no | Japonais          | Japonais          |
| no | Date de sortie    | ISBN              |
| -- | ----------------- | ----------------- |
| 1  | 27 janvier 2005   | 978-4-8402-2955-5 |
| 2  | 27 septembre 2005 | 978-4-8402-3185-5 |
| 3  | 27 février 2006   | 978-4-8402-3366-8 |
| 4  | 27 octobre 2006   | 978-4-8402-3629-4 |
| 5  | 26 mai 2007       | 978-4-8402-3904-2 |

## Anime
- Réalisateur : Nobuaki Nakanishi
- Character designer : Tomoko Iwasa
- Studio d'animation : Studio Hibari
- Décors : J.C. Staff
- Production : Bandai Visual, Media Works, Studio Hibari et d'autres
- Nombre d'épisodes : 13
- Durée d'un épisode : 23 minutes
- Statut : Diffusion terminée au Japon
- Diffusé sur : TV Tōkyō depuis le 11 janvier 2006

### Musiques

#### Koi suru kokoro (OpeningetEnding1)
Générique d'introduction des épisodes 2 à 11 et générique de fin de l'épisode 1.
- Titre original : 恋するココロ (signifie cœur qui tombe amoureux)
- Arrangement et composition : Hajime Kikuchi (菊地 創, Kikuchi Hajime?)
- Paroles : Riya
- Chanté par : Eufonius (ユーフォニアス, yūfoniasu?)

#### Michishirube (Ending 2)
Générique de fin des épisodes 2 à 11.
- Titre original : みちしるべ (signifie guide/indication)
- Arrangement : Kaoru Ōkubo (大久保 薫, Ōkubo Kaoru?)
- Composition, paroles et chant : Yūmao (ゆうまお?)

- Épisodes 2 à 4, 7 : premier couplet
- Épisode 5 : deuxième couplet
- Épisode 6 : version 弾き語り (hikigatari?), avec piano en solo instrumental
- Épisode 8 : version Ayuki, interprété par Masumi Asano
- Épisode 9 : version Hazumu, interprété par Kana Ueda
- Épisode 10 : version Yasuna, interprété par Yui Horie
- Épisode 11 : version Tomari, interprété par Yukari Tamura

Dans chacune de ces versions, les paroles diffèrent légèrement selon le caractère du personnage interprété.

#### Kimi no tame ni dekiru koto (Ending 3 - Finale)
Générique de fin de l'épisode 12.
- Titre original: キミのためにできること (signifie Ce que je peux faire pour toi)
- Arrangement: Kaoru Ōkubo (大久保 薫, Ōkubo Kaoru?)
- Composition, paroles et chant: Yūmao (ゆうまお?)

### Liste des épisodes
| No  | Titre français                               | Titre japonais                 | Titre japonais                             | Date de 1re diffusion |
| No  | Titre français                               | Kanji                          | Rōmaji                                     | Date de 1re diffusion |
| --- | -------------------------------------------- | ------------------------------ | ------------------------------------------ | --------------------- |
| 1   | Le garçon se transforma ce jour              | 少年はその日変わった           | Shōnen wa Sono hi Kawatta                  | 11 janvier 2006       |
| 2   | La fille pris conscience d'être une fille    | 彼女は彼女であることを自覚した | Kanojo wa Kanojo de Aru Koto o Jikakushita | 18 janvier 2006       |
| 3   | Le cœur de Hazumu, le cœur de Yasuna         | はずむの心、やす菜の心         | Hazumu no Kokoro, Yasuna no Kokoro         | 25 janvier 2006       |
| 4   | Triangle de filles                           | 少女三角形                     | Shōjo Sankakkei                            | 1er février 2006      |
| 5   | Les choses reflétées dans les yeux de Yasuna | やす菜の目に映るもの           | Yasuna no Me ni Utsuru Mono                | 8 février 2006        |
| 6   | Mari et Femme                                | お嫁さんとお婿さん             | Oyomesan to Omukosan                       | 15 février 2006       |
| 7   | Tout le monde à la mer                       | みんなで海へ                   | Minna de Umi e                             | 22 février 2006       |
| 8   | Je ne fais que regarder...                   | 見ているだけが...              | Miteiru Dake ga...                         | 1er mars 2006         |
| 9   | Ce souhait se réalisera-t-il?                | この願いはかないますか?        | Kono Negai wa Kanaimasuka?                 | 8 mars 2006           |
| 10  | Petite tempête                               | 小さな嵐                       | Chiisana Arashi                            | 15 mars 2006          |
| 11  | Les choses qui disparaissent à ces yeux      | やす菜の瞳から消えたもの       | Yasuna no Hitomi Kara Kieta Mono           | 22 mars 2006          |
| 12  | Enfin, l'amour commence                      | やがて恋がはじまる             | Yagate Koi ga Hajimaru                     | 29 mars 2006          |
| OVA | La fille tomba amoureuse de la fille         | 少女は少女に恋をした           | Shōjo wa Shōjo ni Koi wo Shita             | 27 octobre 2006       |

## Produits dérivés
- Une bande originale (Kashimashi ~girl meets girl~ Original Soundtrack), sorti le 26 avril 2006.
- Un single contenant l'opening, sorti le 25 janvier 2006.
- Un single contenant l'ending, sorti le 25 janvier 2006.
- Une figurine de Hazumu, en fille, assise.
- Un album image (TV Anime « Kashimashi ~girl meets girl~ » Image Song Shū Norte amour[2]), sorti le 5 avril 2006.